# Espers (album)
Espers è l'omonimo album di debutto degli Espers, pubblicato in origine dalla piccola etichetta Time-Lag in sole 300 copie e poi ristampato da Locust Music nel 2004.

## Tracce
1. Flowery Noontide
2. Meadow
3. Riding
4. Voices
5. Hearts & Daggers
6. Byss & Abyss
7. Daughter
8. Travel Mountains